# La Nage indienne
Pour plus de détails, voir Fiche technique et Distribution.
La Nage indienne est un film français réalisé par Xavier Durringer, sorti en 1993.

## Synopsis
Loockeed, Max et Clara partent vivre au bord du lac d'Annecy une vie plus libre et plus proche de la nature. Entre petites magouilles et indolence les trois amis s'enivrent de ce nouveau départ mais le quotidien n'est pas toujours aussi festif qu'espéré...

## Fiche technique
- Titre : La Nage indienne
- Réalisation : Xavier Durringer
- Scénario : Xavier Durringer
- Production : Jean-Louis Livi et Bernard Verley
- Musique : Arno
- Photographie : Laurent Machuel
- Montage : Delphine Desfons
- Décors : Jean-Pierre Kohut-Svelko
- Pays d'origine :  France
- Format : couleurs
- Durée : 92 minutes
- Date de sortie : 1993

## Distribution
- Karin Viard : Clara
- Gérald Laroche : Max
- Antoine Chappey : Loockeed
- Eric Savin : Pilou
- Sheriff Scouri : Petit-Louis